# Metro Bilbao S.A.
Metro Bilbao S.A. une entreprise dépendante du Consortium de Transportes de Bizkaia (Bizkaia en euskara), fondée le 1er octobre 1993, qui exploite le Métro de Bilbao dans les lignes :

## Activité
Elle est responsable de l'exploitation du réseau actuel du métro de Bilbao, c'est-à-dire les lignes   et 

### Futur
Il y a actuellement trois lignes de métro de plus en projet ou en construction. Il a été annoncé que la troisième ligne (à partir de 2012) serait géré par EuskoTren et non par Metro Bilbao :
Quant aux autres lignes en étude, on n'a rien annoncé sur le possible exploitant, bien que probablement se soit aussi Metro Bilbao S.A :
En général on comprend que les lignes qui appartiennent, en partie, au Consortium des Transports de Biscaye seront exploitées par Metro Bilbao S.A et entièrement exploitées et gérées par Euskal Trenbide Sarea (en euskara)- Red Ferroviaria Vasca (en castillan) Transports Ferroviaire Basques (en français) est utilisé par EuskoTren.